# ماساديو هايدارا
ماساديو هايدارا (بالفرنسية: Massadio Haïdara)‏ وهو لاعب كرة قدم فرنسي في مركز الظهير الأيسر ولد في يوم 2 ديسمبر 1992 في بلدة ترابيس في فرنسا، وهو يلعب حالياً مع نادي نيوكاسل يونايتد وسبق له اللعب مع نادي نانسي ونادي بولون بيانكو ونادي فيرساليس ولعب مع منتخب فرنسا تحت 21 سنة لكرة القدم ويبلغ طوله 179 سم.

## روابط خارجية
- ماساديو هايدارا على موقع الاتحاد الأوربي (الإنجليزية)
- ماساديو هايدارا على موقع رابطة كرة القدم الفرنسية للمحترفين (الإنجليزية)
- ماساديو هايدارا على موقع إي إس بي إن إف سي (الإنجليزية)
- ماساديو هايدارا على موقع قاعدة بيانات كرة القدم.إي يو (الإنجليزية)
- ماساديو هايدارا على موقع بيانات كرة القدم. دي إي (الألمانية)
- ماساديو هايدارا على موقع ليكيب (الفرنسية)
- ماساديو هايدارا على موقع ناشيونال فوتبول تيمز (الإنجليزية)
- ماساديو هايدارا على موقع Soccerbase.com (لاعب) (الإنجليزية)
- ماساديو هايدارا على موقع Soccerway.com (الإنجليزية)
- ماساديو هايدارا على موقع عالم كرة القدم.نت (الإنجليزية)